# Лазаня (паста)
Лазаня (на италиански: lasagne (в мн. ч.), по-рядко lasagna и lagana (в ед. ч.)) е най-старият формат на паста, произвеждан в Италия, тъй като следи от нея могат да бъдат намерени още през гръко-римската епоха.

## История
Сред множеството източници, които се отнасят до тази форма на паста, има произведения на известни автори, включително „Сатири“ на Хораций (1 век пр.н.е.) и De re coquinaria на Марк Гавий Апиций. Все пак се касае за паста, която прилича по форма на днешната лазаня, но не и по нещо друго. Римската lagana, за която говори Хораций, почти сигурно не прилича на съвременната лазаня, а е много тънък хляб, изпечен на фурна или може би пържен. Исидор Севилски (6 – 7 век) ни напомня за варенето и пърженето на това тесто в своя труд Etymologiae, където на лемата Laganum заявява: това е „широка и тънка паста, сварена първо във водата, след което се запържва в олио“.
За „лазаня“ се споменава още през 1282 г. в Rime dei Memoriali Bolognesi – поетични съчинения, които нотариусите на Болоня преписват в празните места между правните актове, въпреки че рецептата не е достигнала до нас.
Обичаят да се вари във вряща вода тестото от брашно датира от Средновековието, а лазанята е един от най-известните форми, споменаван поне от 13 век. Известно е споменаването ѝ от Фра' Салимбене от Парма, който в хрониката си от 1284 г. говори за едър монах, за когото казва: „Никога не съм виждал някого като него, който с такова удоволствие би се тъпкал с лазаня със сирене“. Тогавашната лазаня е с тесто от вода и брашно, нарязана на едри ивици, сварена в бульон или вода и сервирана суха с настъргано сирене. Това е може би най-често срещаният начин за консумацията ѝ тогава, макар че има и по-познат вариант – на фурна, който е с по-богата заливка. В книгите с рецепти от двора на Анжуйците е описан вид, пълнен с „пържени, варени или бъркани яйца и равиоли, нарязани на парчета или цели, настъргано или нарязано тлъсто сирене, свинска мас, както е необходимо“, това всичкото оградено с колбаси и увенчано с фигури от тесто като тази на „змия, бореща се с гълъб”. Това е ястие със силен живописен ефект, със сигурност предназначено за придворен банкет.
В началото на 14 век анонимната, вероятно неаполитанска книга с рецепти Liber de coquina, илюстрира приготвянето на лазаня в нейния съвременен вид, както по отношение на състава на тестото, така и на приготвянето на така получената кора. В книгата пише: „Лазаня: За да направиш лазаня, вземи ферментирала паста и направи кора толкова тънка, колкото можеш. След това я раздели на квадратни части с ширина три пръста. След това вземи вряща подсолена вода и свари посочената лазаня. И като се свари, вземи (посипи) малко настъргано сирене“. Тестото на лазанята от 14 век се състои само от вода и меко пшенично брашно, така че консистенцията ѝ, след като се свари, е особено мека.
Формата на лазанята варира значително според авторите. Тя може да бъде доста голяма талиатела или квадратна паста с размера на длан. Единственото нещо, което обединява тези формати с римската лагана, от която идва и името ѝ, е дебелината и вероятно процесът, използван за направата ѝ. За разточване на лазанята, преди и и сега, се прави тесто и се разточва с точилка, като се получава голяма правилна кора. Кристофоро Месизбуго – шеф и автор от средата на 16 век, дава насоки в този смисъл, като казва „издърпай споменатата кора ти и твой другар, така че да стане тънка като хартия“.
През Ренесанса се добавят яйца, които заменят, изцяло или частично, водата в тестото, придавайки му по-голяма издръжливост. Освен като първо ястие лазанята се използва и като придружаващо ястие към варени патици и петли. Това поставя началото на изцяло италианската мода на комбиниране на паста и месни ястия, оцеляла в Италия до края на 19 век и която все още може да се намери отвъд Алпите. Големият кулинарен шеф Бартоломео Скапи през 1570 г. също предлага рецепта за печена лазаня с основа от паста реале (букв. „кралско тесто“, съставено от брашно, розова вода, масло и захар). Лазанята е подправена на слоеве с масло, проватура (сирене, подобно на моцарела), пармезан, захар, черен пипер и канела. Преди да бъде сервирана, тя отново се поръсва със захар и канела в потвърждение на ценения ѝ навремето сладко-пикантен вкус.
Ренесансовата рецепта, базирана на масло и сирене, устоява, с минимални вариации, до втората половина на 18 век, когато се утвърждават тимбалите – пайовете с лазаня на фурна. В много случаи пълнежът се състои от сирене, шунка и преди всичко месен сос (получен от запичането и последващото задушаване на месо и зеленчуци в бульон), стегнат в гъст и много вкусен сос.
Първите ястия, наречени „лазаня“, започват да се приготвят в регион Емилия-Романя, но впоследствие това ястие придобива голяма известност и става популярно не само в Италия, но и в целия свят. Първите лазани се приготвяли в специални пещи и в тави без дръжки, в които поставяли слоеве тънко тесто, редувано с кайма и пармезан.
В регион Лигурия към каймата за лазаня започват да добавят и сос песто (традиционен италиански сос от зехтин, босилек и сирене).

## Особености при приготвяне
Тестото за лазаня се приготвя по същата технология като това за макарони. Избира се брашно, произведено изключително от твърда пшеница. За да стане тестото зелено, към него при приготвянето му се добавя спанак.
Съвременната лазаня се приготвя по правило от 6 слоя тесто, при това на всеки слой тесто се поставя плънка от месна смес, гъби, зеленчуци, а отгоре – слой сирене и няколко парчета масло, след което се запича.